# 岐阜県道路公社
岐阜県道路公社（ぎふけんどうろこうしゃ）は、岐阜県を設立団体とする地方道路公社である。1975年（昭和50年）7月1日設立。2012年（平成24年）7月31日をもって解散した。

## 概要
岐阜県道路公社は、「岐阜県の区域及びその周辺の地域において、その通行又は利用について料金を徴収することができる道路の新設、改築、維持、修繕その他の管理を総合的かつ効率的に行うこと等により、この地域の地方的な幹線道路の整備を促進して交通の円滑化を図り、もって住民の福祉の増進と産業経済の発展に寄与することを目的」（定款第1条）として、地方道路公社法（昭和45年法律第82号）第9条の規程に基づき、1975年（昭和50年）7月1日に設立された。
岐阜県道路公社設立後、飛騨美濃有料道路、中津川有料道路、長良川リバーサイド有料道路、島大橋有料道路、長良川右岸有料道路を事業化し、幹線道路の早期整備を促進して交通の円滑化、有料道路の維持・管理を行った。また、有料道路事業の管理一元化という観点から、岐阜県が管理していた乗鞍スカイライン有料道路についても、1980年（昭和55年）4月1日の飛騨美濃有料道路供用開始に併せて岐阜県から管理移管された。
岐阜県道路公社が管理していた有料道路6路線のうち、2003年（平成15年）4月1日に乗鞍スカイライン有料道路を、2009年（平成21年）10月10日に中津川有料道路を、2010年（平成22年）4月1日に飛騨美濃有料道路をそれぞれ無料開放した。乗鞍スカイライン有料道路と飛騨美濃有料道路については、30年間の償還期間を経て無料開放され、中津川有料道路は計画を上回る交通量により4年6ヶ月早く無料開放された。
2010年（平成22年）3月に策定された岐阜県の行財政改革アクションプランで、有料道路事業の必要性など道路公社のあり方を含めた検討が行われ、「ぎふ清流国体」開催までに有料道路の無料開放と道路公社を解散する方針が示され、島大橋有料道路、長良川リバーサイド有料道路、長良川右岸有料道路の料金徴収期間を変更し、2012年（平成23年）4月1日午前0時に無料開放した。
その後、岐阜市内の3有料道路の料金所等の撤去工事を実施し、地方道路公社法（昭和45年法律第82号）第34条第1項の規定に基づき、2012年（平成24年）7月31日付で解散した。

## 沿革
- 1975年（昭和50年）
  - 6月18日：地方道路公社法第9条の規定による建設大臣認可
  - 7月1日：岐阜県道路公社が設立。本社事務所を岐阜総合庁舎3階に設置
- 1980年（昭和55年）4月1日：飛騨美濃有料道路を供用開始、乗鞍スカイライン有料道路を岐阜県より引継ぎ
- 1984年（昭和59年）4月1日：中津川有料道路を供用開始
- 1987年（昭和62年）4月1日：長良川リバーサイド有料道路を供用開始
- 1990年（平成2年）12月3日：島大橋有料道路を暫定2車線で供用開始
- 1994年（平成6年）1月4日：岐阜県県民ふれあい会館（現・OKBふれあい会館）6階に本社事務所を移転
- 1995年（平成7年）
  - 4月1日：島大橋有料道路を4車線で供用開始
  - 11月17日：公社設立20周年記念事業を実施
- 1997年（平成9年）9月1日：自転車利用者の安全確保及び通学者への配慮を図るため、自転車通行の無料化実施
- 2000年（平成12年）1月1日：ウエルカム21ぎふ・道路公社ラッキープレゼントを実施（ - 同年3月15日まで）
- 2001年（平成13年）4月1日：長良川右岸有料道路を供用開始
- 2003年（平成15年）4月1日：乗鞍スカイライン有料道路を無料開放
- 2004年（平成16年）4月1日：岐阜県土地開発公社と岐阜県住宅供給公社との事務局統合、岐阜県県民ふれあい会館7階に本社事務所を移転
- 2005年（平成17年）8月1日：公社設立30周年記念事業を実施
- 2008年（平成20年）4月1日：島大橋高架下施設（駐車場）開場
- 2009年（平成21年）10月10日：中津川有料道路を無料開放
- 2010年（平成22年）4月1日：飛騨美濃有料道路を無料開放
- 2011年（平成23年）9月29日：と～るロード・ファイナルキャンペーン実施（ - 2012年（平成24年）3月31日まで）
- 2012年（平成24年）
  - 3月28日：地方道路公社法第34条の規定による道路公社解散の国土交通大臣認可
  - 4月1日：長良川リバーサイド有料道路・島大橋有料道路・長良川右岸有料道路を無料開放
  - 4月17日：ワークショップ24（大垣市・ソフトピアジャパン）に本社事務所を移転
  - 7月31日：岐阜県道路公社が解散

## かつて管理していた有料道路
| 道路名                     | 開通年月日    | 料金徴収期限（予定） | 無料開放日     | 備考                     |
| -------------------------- | ------------- | -------------------- | -------------- | ------------------------ |
| 乗鞍スカイライン有料道路   | 1973年7月1日  | 2003年6月30日        | 2003年4月1日   | 公社設立後に移管         |
| 飛騨美濃有料道路           | 1980年4月1日  | 2010年3月31日        | 2010年4月1日   |                          |
| 中津川有料道路             | 1984年4月1日  | 2014年3月31日        | 2009年10月10日 | 4年6ヶ月前倒しで無料開放 |
| 長良川リバーサイド有料道路 | 1987年4月1日  | 2017年3月31日        | 2012年4月1日   | 5年前倒しで無料開放      |
| 島大橋有料道路             | 1990年12月3日 | 2020年12月2日        | 2012年4月1日   | 8年8ヶ月前倒しで無料開放 |
| 長良川右岸有料道路         | 2001年4月1日  | 2031年3月31日        | 2012年4月1日   | 19年前倒しで無料開放     |

## かつて管理していた駐車場
- 島大橋高架下有料駐車場（管理期間：2008年4月1日 - 2012年7月31日）
  - 2012年（平成24年）7月31日に営業を終了し、岐阜市北地区交通安全協会に引き継ぐ